# Jäppilä
Jäppilä est une ancienne municipalité de Savonie du Sud en Finlande,.

## Histoire
Le 1er janvier 2004, Jäppilä, la commune rurale de Pieksämäki et Virtasalmi ont fusionné pour devenir la nouvelle municipalité de Pieksänmaa. 
Au début 2007, Pieksänmaa a fusionné avec la ville de Pieksämäki.
Au 1er janvier 2003, la superficie de Jäppilä était de 330,5 km2 et au 31 décembre 2003 elle comptait 1 568 habitants.